# 卡洛蒂納島
64°18′38″S 63°40′18″W / 64.31056°S 63.67167°W
卡洛蒂納島（Kalotina Island），是南極洲的島嶼，處於昆頓角以北0.47公里，屬於帕默群島的一部分，長0.63公里、寬0.35公里，以保加利亞西部鄉鎮命名，現時由南極條約體系管理。